# Gonzalo Jiménez de Quesada
Gonzalo Jiménez de Quesada(n. 1509, Granada, Coroana Castiliei – d. 16 februarie 1579, Mariquita⁠(d), Tolima Department⁠(d), Columbia) a fost un conchistador spaniol.
A condus, între 1536 și 1538, expediția spaniolă care a descoperit și a cucerit Columbia.

## În cultura populară
- Cavalerul din Eldorado de Germán Arciniegas